# 永原一照

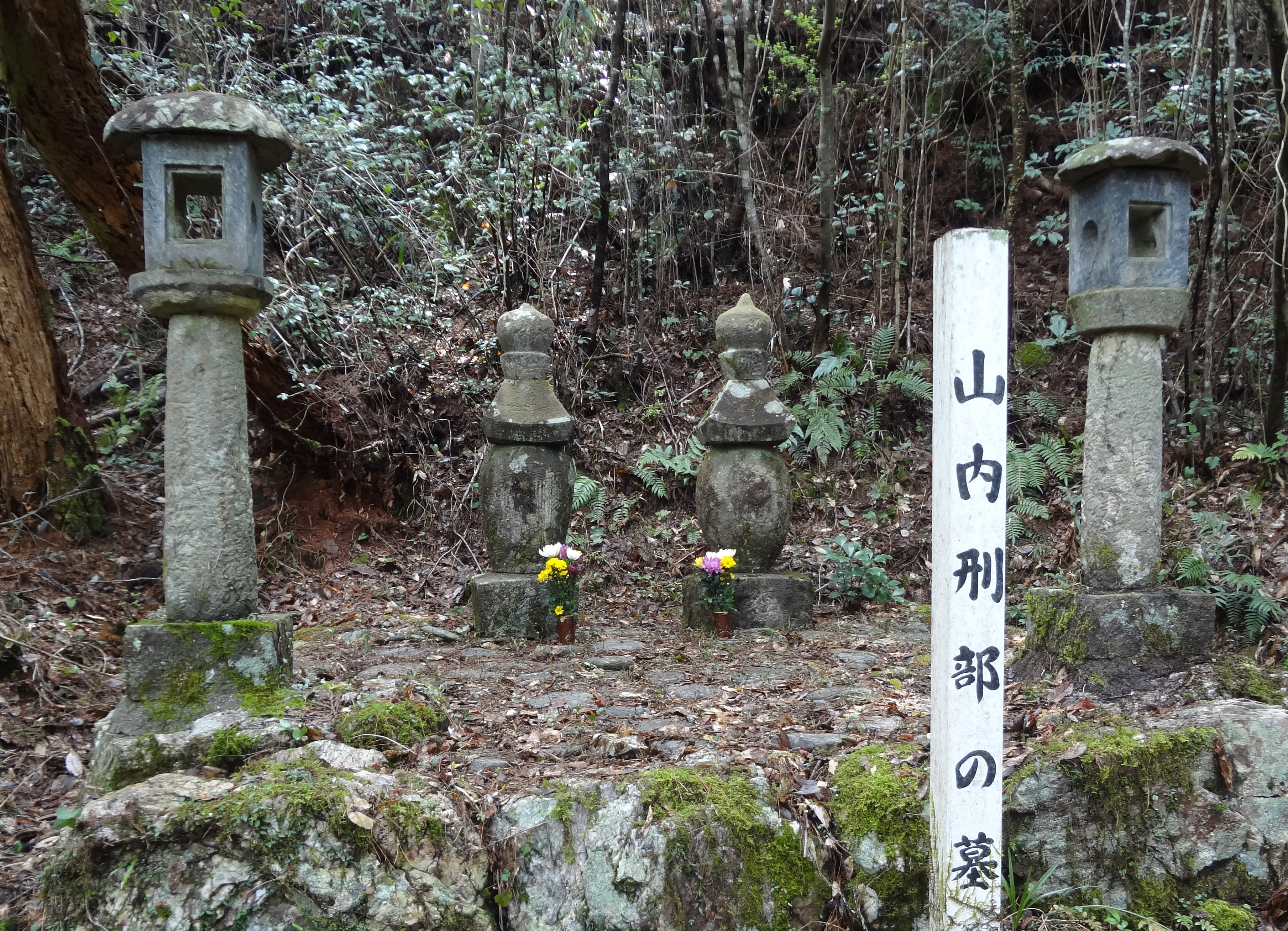
山内刑部一照夫婦の墓（本山町指定文化財）

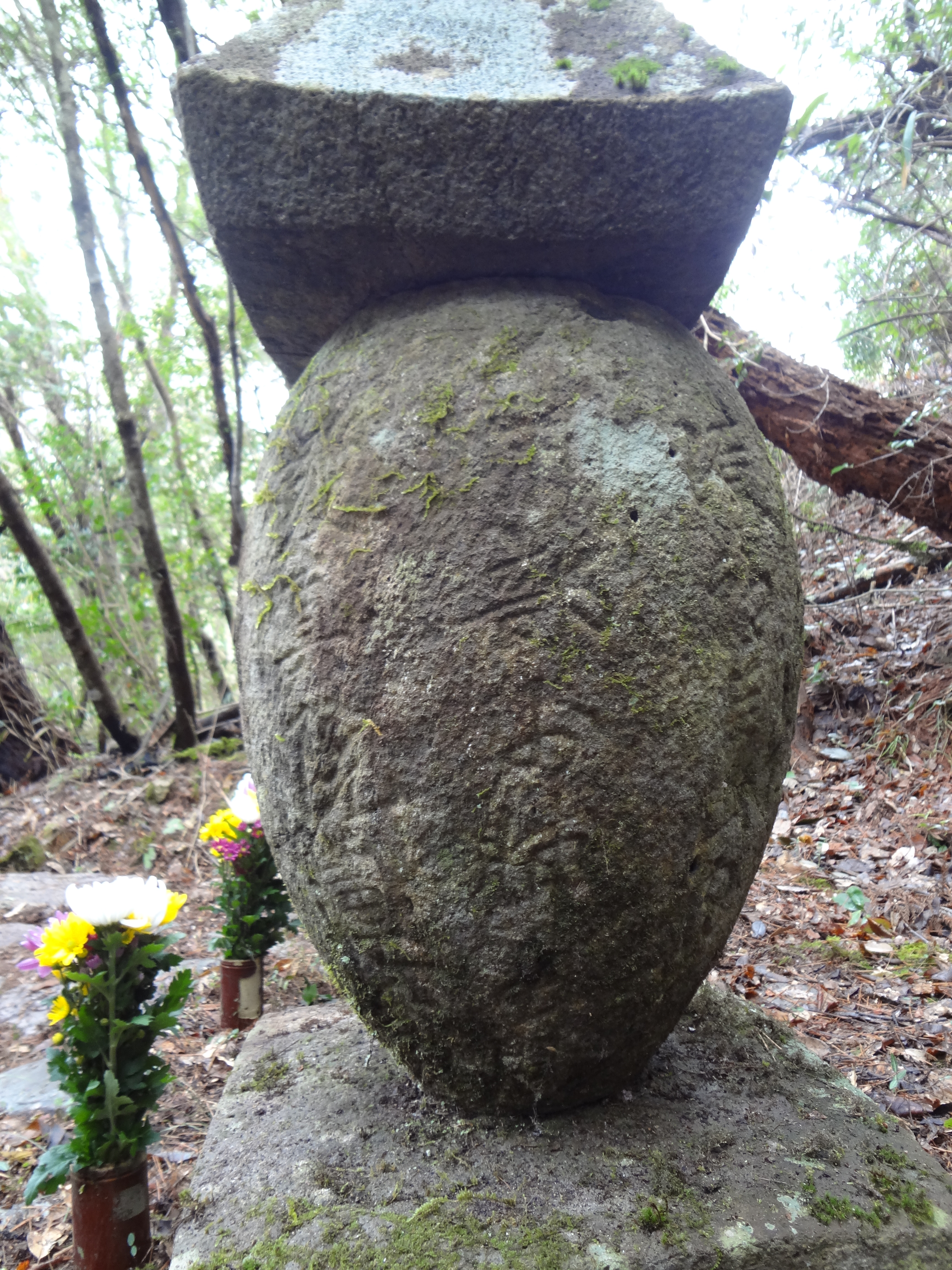
山内刑部一照墓石（側面）
（「尾州生 姓源朝臣 山内刑部少輔」とあり）

永原 一照（ながはら かつあき）は、安土桃山時代から江戸時代前期にかけての武将。土佐藩家老。滝山一揆を鎮定し善政により土佐山内氏の土佐治政に功績があった。板垣退助の先祖。

## 来歴
永禄元年（1558年）、尾張国にて誕生。祖先は宇多源氏佐々木氏支流である山崎氏支流の永原氏。初め高照を名乗る。
当初は六角氏に属し、その衰退後織田氏に仕えた。天正13年（1585年）、近江国長浜城主となった山内一豊に仕え、一豊より「一」の偏諱を受け一照と改める。官位は刑部少輔。近江の時代から山内姓を許されて山内刑部一照を称した。天正18年（1590年）、一豊の遠江国掛川転封に伴って500石を与えられる。
慶長5年（1600年）12月、山内一豊の土佐入国に際し、旧長宗我部氏配下の武士・一領具足らの抵抗（浦戸一揆）があり、容易に進むことが出来なかった。一照はこのために藩主の家紋「三ツ柏」の旗指物を差した騎馬姿で、「われこそは山内一豊なり」と陸路を西進したが、ある宿所で放火の難に遭った。一照が影武者として長宗我部家の遺臣と交戦している最中に、山内一豊は海路を進んで無事に浦戸城に入ることが出来たという家伝があり、実際に柄の焦げた槍が山内刑部の子孫の家に伝わっている。また乾家にも山内刑部に関する同様の逸話が伝えられていた。一照はこの機智に富んだ勇略と積年の功により、一豊より土佐国長岡郡本山1,330石を与えられ本山土居の初代領主として本山領の支配を任される。
慶長8年（1603年）11月、長岡郡下津野に住する高石左馬之助が貢租を拒み滝山一揆を策謀すると、この鎮圧に尽力。知行2,500石に加増され代官領1,000石も与えられた。一照は、この一揆を教訓として税率を下げ未納分も帳消しにし、努めて本山に善政を布いたため、以後本山は活気を取り戻した。慶長19年（1614年）、大坂の陣において高知城留守居役を務め主君からの信頼も厚かった。
元和6年（1620年）6月30日死去。享年63。

## 滝山一揆

### 発端
土佐国長岡郡本山郷は、世々土佐七雄の一に数えられる本山氏の本拠であったが、長宗我部氏に滅ぼされ、その配下の一領具足に分割支配された。本山郷で田一反を一代限りで支配権を得た高石孫左衛門の倅・左馬助は、北山村に77石3斗7升の支配を一代限りで認められたが、関ヶ原の戦いで敗者となった長宗我部氏が改易となるとその支配権が消滅することを恐れた。また新領主・山内氏が土佐に入領する間隙の混乱（浦戸一揆）に乗じて嶺北の500石を横領し、百姓が新領主・山内氏へ年貢を納入しないよう扇動した。長宗我部氏でも本山氏でもない高石左馬之助は、そもそも、本山郷に78石の領有は主張できたとしても、残りの422石の領有権は無く、完全なる私的横領行為であった。そのため、新領主・山内氏の家士として着任した一照は、周辺の混乱を避けるため、当初はその否を論じ、穏便に説得する方法を試みた。しかし、左馬之助は、頭に乗って態度を尊大に振舞い不法占有を続けた。

### 度重なる年貢未納と山内治政への妨害
慶長8年（1603年）11月、業を煮やした一照は、北山の土豪・百姓らに「早々に年貢を納めるよう」再三布告をしたが、左馬助は百姓らに暴言を吐いて威嚇した後「凶作であると虚偽の申告行ってこれらを拒否せよ」と百姓らを扇動した。新領主・一照と横領者・左馬之助の板挟みとなった百姓らは、一照に異心なきを示すため、一家から一人ずつ一照のもとに人質を送り、計33名が浦戸に入牢し、年貢を収めようとしたが、左馬助は「凶作を理由にこれらを拒否するよう」と百姓を威圧して妨害した。一照は左馬之助を本山土居に呼び出して詰問すると「豊作凶作は天然自然の次第であって人智の及ぶものにあらず、武力を以て示めされようが、凶作ゆえに上納致したくとも上納すべきものがござらぬ」と、のらりくらり言い逃れて立ち去った。

### 左馬之助の横暴と困惑する領民
左馬之助は北山討伐を予期し、その日のうちに弟吉之助や北山の百姓らを呼び寄せて武力決起の準備を進め、「反検地と年貢減免」を掲げて近隣の百姓約100名を集めて北山の滝山に立籠った。翌日、一照は与力井口惣左衛門を左馬之助のもとへ派遣したが、惣左衛門は不穏な動きを知って急ぎ帰参し、「百姓らが滝山に防禦陣地を作り、一揆を謀てている」と言上した。驚いた一照は配下10名を従えて滝山に向かったが、百姓らが鉄砲で威嚇して来たため、一旦引き返して、翌日手勢を30名に増やして中島村方面から討伐を開始した。中島・寺家両村の百姓らはすぐに敗走したものの、滝山は峻険にして天然の要衝であり、滝山勢の銃弾が一照の鞍に当たる等膠着状態となった。時に左馬之助と面識のある「伊勢太夫」という神官が、左馬之助を説得する使者として差し向けられ是非を諭すが、左馬之助は問答無用に伊勢太夫を射殺してしまう。当時、一両具足衆は一枚岩ではなく、「西与門」という弓の名手と「北嘉門」という剣の達人がいた。左馬助はこの2人が山内刑部の側につくと形勢が不利になると悟るや謀殺を試みた。左馬之助は毒の入った濁酒を持参し「西与門」を殺そうとしたが西は不審に思い、その酒を拒絶した。つぎに左馬助は「北嘉門」を訪ね、この酒は山内刑部の与力頭・井口惣左衛門が「和睦の印」として贈ってきたものだと偽り、「北嘉門」を毒殺した。そして、その首を取って「西与門」を威圧すると、西は怯えて左馬之助の配下となった。この時、加持祈祷を行う「里」という女が、寺家村の者に呼ばれて祈祷に出かけようとしていた。左馬之助の弟の吉之助がこれを見とがめ、山内刑部に内通して情報を漏らしているのではないかと疑い、一太刀あびせて斬殺した。

### 討伐隊の結成
一照らはこれらの動乱に苦慮し、ついに高知へ伝令を差し向けた。この報らせを受けて直ちに評定が開かれ、「近隣豊永郷の郷士・豊永五郎右衛門を召し出して山道を案内をさせ、野々村因幡と山内掃部（前野豊成）を加勢して一揆を鎮圧するよう」藩命が下った。
豊永五郎衛門は、当時浪人していた竹崎太郎右衛門、三谷次郎三郎等の長宗我部氏遺臣を呼び寄せて討伐軍に加わることを説き、野々村因幡、山内掃部（前野豊成）ら援軍を本山まで先導する事になったが、滝山を攻略する道は一つしかなく一揆勢は鉄砲5艇を備え、また釣り石等を駆使して反撃したため多くの死傷者を出した。そこで一照らは作戦を変更し、針窪山から大筒で敵陣を砲撃する事にしてようやく功を奏し、百姓ら一揆勢は5日後に退散し、左馬之助は霧に紛れて土佐瓜生野に退却し、伊予国（宇摩郡寒川村、現・四国中央市寒川町）に逃れたと云われる。

### 山内刑部による恩赦と善政
滝山の百姓らはほとんどが一揆に参加していたため、鎮圧後も懲罰を恐れて山に隠れていた。耕地の荒廃を懸念した豊永五郎右衛門は、一照に「百姓らの罪を不問に伏す事」や「未進分の年貢も赦免する事」を嘆願した結果、一照は百姓らの帰村を図るためこの意見を容れて、「一揆を扇動した山原左馬丞とその息子二人を首謀者として断罪にする事」と「百姓らの刀を召し上げにする事」を条件に百姓ら全員の罪を免じた。
これにより、百姓らは耕作に戻り本山郷は潤いを取り戻した。しかし、浦戸に捕らえられていた人質の中に大工の彦右衛門という者がおり、「明日人質全員が処刑される」という誤伝を信じ、隠し持っていた小さな爪きりで人質10人と無理心中した。滝山一揆は山内氏の土佐治政に対する最後の抵抗であり、これ以降は互いに融和し大規模な一揆は発生しなかった。

## 家臣
- 西川半右衛門[15]
- 千頭甚右衛門[15]
- 井口惣左衛門
- 豊永五郎右衛門

## 墓所
永原一照夫妻の墓石は、五輪塔型であるが、通常は丸石となる部分が甕壷形をした個性的な形となっている事や、板垣退助の血縁上の父系の直系先祖にあたる人物であるため永原一照夫妻の墓所は、「山内刑部夫妻の墓」として本山町の史跡に指定され地元では観光名所として著名。江戸時代は参勤交代（北山路）で、土佐城下を出発後、最初に一泊する要所付近にあり、板垣自身も明治時代、墓参りに幾度も訪れた。一照は日蓮宗徒であったため五輪塔の上部（笠形）の火輪（かりん）に妙法蓮華経と髭題目があり、墓石ならびに灯篭に「尾州生 姓源朝臣 山内刑部少輔」と刻まれている。

## 系譜
- 本人：永原一照（刑部少輔）
  - 長男：山内一長（金右衛門、のち但馬）（生年不詳 - 1640年）- 家禄は1250石16人扶持2歩半で、元和6年（1620年）に父が歿して後、その跡式を継いだが、元和8年（1622年）、大坂城石垣普請に対して藩主より叱責を受けた。滝山一揆ののち善政を布いた父・一照と異なり、領民からも不満の声があったため、同年12月、所領を没収され、捨扶持30石のみを与えられ、2人の子供を連れて佐川深尾家にお預けの身となる。寛永17年（1640年）2月、名誉回復のされないまま配流地の佐川で歿した。
    - 孫：山内勝秀（辰之助）- 佐川領・深尾家御預之臣。弟と共に土佐藩陪臣（深尾氏家臣）となり30石を給せれた。
      - 子孫：山内一正（1850年 - 1914年[18]、板垣家家令、板垣退助護衛役[19]）
        - 一正の嫡男：山内一夫[20]
        - 一夫の妻：山内輝（板垣守正廃嫡事件の時、守正の養母となる[21]）

  - 二男：乾正行（永原平九郎、のち乾金右衛門）、板垣正信の養子となる
    - 孫：乾正祐（乾与惣兵衞）（生年不詳 - 1672年） - 子孫・板垣退助
    - 孫：乾正直（乾市郎兵衛）（生年不詳 - 1688年） - 子孫・乾正厚
    - 孫：乾友正（乾源五郎）（生年不詳 - 1689年）

## 子孫
山内刑部一照の長男・山内但馬一長が家督を継ぐが、のちに罪を得て改易となり、佐川の深尾家お預かりの家臣（陪臣）となった。一照の次男は土佐藩士乾氏を継いで土佐城下に住し、その直系子孫が板垣退助にあたる。佐川で深尾家の家臣となった一長の子孫・山内一正は、剣の達人であり、板垣退助の岐阜遭難の後退助の護衛役として起居を共にした。明治17年板垣退助暗殺未遂事件の時には、賊と格闘・追尾している。

## 三百年祭
大正2年（1913年）4月5日、高知県長岡郡本山町において、旧本山城主・本山茂宗入道梅渓ならびに同旧本山領主・山内刑部一照卿顕彰三百年祭が斎行され、本山氏一族と山内刑部子孫一族が一堂に会した。式典は新たに建立された「本山茂宗顕彰碑」が本山氏の直系子孫・本山熊太郎の手によって除幕され、つぎに一同は隣接する「山内刑部一照夫妻墓所」へ移動。山内刑部直系子孫・山内一正（板垣家家令）の令息・一夫が墓前に香華を手向けた。その後、一同は本山城址に登って往時を懐古し、午後1時より嶺北の東光寺において合同法要が執り行われた。法要へは山内刑部の子孫として板垣退助が祭文を奉り、安芸喜代香が代読している。
山内刑部一照の三百回忌は本来なら大正8年（1919年）6月30日に執り行われる予定であったが、板垣退助も山内一正も高齢であった為、板垣が健在なうちに行いたいとの地元からの要望により、6年前倒し、また本山氏の顕彰祭と合同で斎行されることとなった。その後も名誉回復への活動は続けられ、昭和47年（1972年）2月、本山町の史跡に指定された。

## 補註
1. ↑  “『板垣精神 : 明治維新百五十年・板垣退助先生薨去百回忌記念』”.  一般社団法人 板垣退助先生顕彰会 (2019年2月11日). 2019年8月30日閲覧。
2. ↑  永原一照の墓石に「尾州生 姓源朝臣 山内刑部少輔」とあり。
3. ↑  山崎能長の子の右馬助景長が近江国野洲郡永原村を領して永原氏を称した。
4. 1 2 3  『土佐藩家老物語』松岡司著、高知新聞社、2001年（平成13年）11月28日、31-37頁
5. ↑  『土佐農民一揆史考』平尾道雄著、高知市民図書館、昭和28年（1953年）12月、4頁
6. ↑  原文「高石孫左衛門者、秦元親治世、於北嶺賜采田八十石。秦氏歿落后、孫左衛門倅・左馬助者、近傍五百餘石恣横領之。山内家士・山内刑部者、得新領此求貢米。左馬之助放暴言不應之、更威圧於百姓、竟集兵據瀧山嶮。慶長八年、刑部得援兵遂破之。然雖百姓避兵乱、籠隠山中而不耕。故之刑部布善政、不求未納之貢米。而後百姓賛於彼善政」（『永原家譜』）
7. ↑  永原一照の墓碑銘による
8. ↑  本山町教育委員会による現地案内板より。
9. ↑  『秦氏地検帳』
10. ↑  『土佐農民一揆史考』平尾道雄著、高知市民図書館、昭和28年（1953年）12月、8頁
11. ↑  左馬之助が横領（許可を得ず私有）した地域は、本山郷の汗見川、大川内、立川、奥田、大田の五ヶ村で、これらは長曽我部氏の時代に領有を認められたものではない。
12. 1 2 3  『土佐名家系譜』寺石正路編、高知教育会、昭和17年（1942年）、177頁
13. ↑  高石左馬助は、一豊が土佐領内を巡検した際に19通もの直訴状を提出するなどして、年貢上納を再三拒否していた。
14. 1 2 3 4 5 6 7  『本山一揆之覚書』
15. 1 2  『土佐藩家老物語』松岡司著、高知新聞社、2001年（平成13年）11月28日、47頁
16. ↑  板垣退助は系譜（家督の相続上）的には、清和源氏・源頼信流武田支流板垣信方の長男板垣信憲の系統であるが、血統上は永原一照の子孫にあたる。
17. ↑  本山町の史跡・文化財（町公式サイト）
18. ↑  『土陽新聞』大正3年12月9日附
19. 1 2  宇田友猪『板垣退助君傳記（第2巻）』原書房、2009年、914 - 917頁
20. 1 2 3 4 5 6  『土陽新聞』大正2年4月8日附
21. ↑  これにより板垣守正は一時的に「山内守正」と名乗っている
22. ↑  現地標柱杭の記載による。

## 永原一照の登場する小説
※山内刑部視点で書かれたものと、高石左馬之助視点で書かれたもので、両者の評価は180度異なるので注意を要する。
- 『功名が辻』司馬遼太郎著
- 『小説本山一揆』横山いずる著、弘文印刷、昭和53年
- 『小説本山一揆 高石左馬之助復活』高石敏夫著、平成22年
- 『新滝山物語』山原宇顕著
- 『火田の女』泉淳著、新人物往来社、1981年